# Фаганья
Фаганья, Фаґанья (італ. Fagagna) — муніципалітет в Італії, у регіоні Фріулі-Венеція-Джулія,  провінція Удіне.
Фаганья розташована на відстані близько 480 км на північ від Рима, 80 км на північний захід від Трієста, 13 км на північний захід від Удіне.

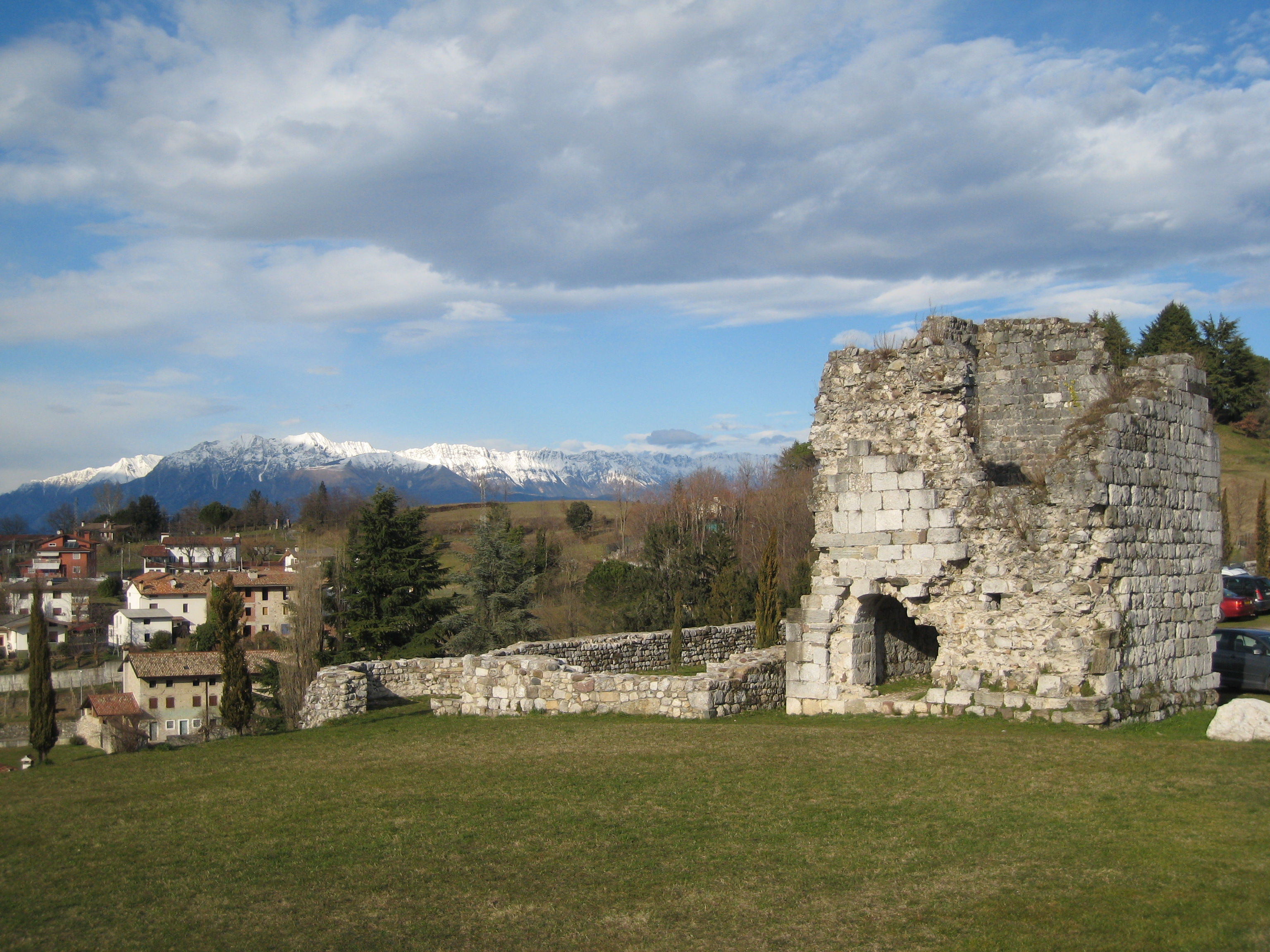

Населення — 6352 особи (2014).
Покровитель — San Giacomo.

## Демографія
Населення за роками:

Станом на 1 січня 2023 року в муніципалітеті офіційно проживали 323 іноземці з 47 країн, серед них 106 громадян країн Євросоюзу та 33 громадяни України.

## Уродженці
- Джанфранко Чінелло (*1962) — італійський футболіст, фланговий півзахисник, нападник, згодом — футбольний тренер.

## Сусідні муніципалітети
- Базиліано
- Коллоредо-ді-Монте-Альбано
- Мартіньякко
- Мерето-ді-Томба
- Моруццо
- Риве-д'Аркано
- Сан-Віто-ді-Фаганья